# Антон Флориан фон Лихтенштейн

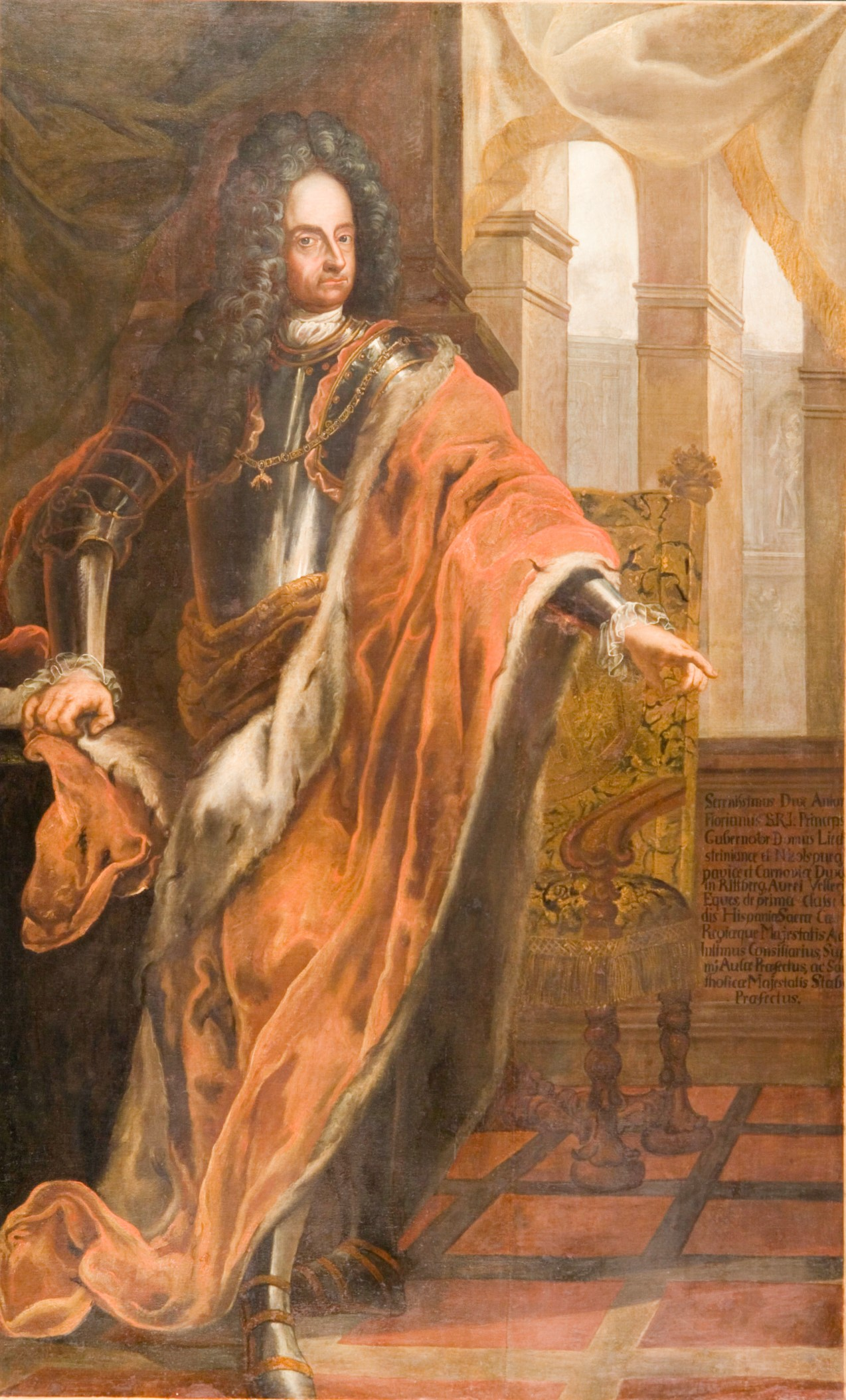
Антон Флориан фон унд цу Лихтенштейн

Антон Флориан фон Лихтенштейн (нем. Anton Florian von und zu Liechtenstein; 26 мая 1656 — 11 октября 1721) — пятый князь Лихтенштейн с 1718 года, рыцарь Ордена Золотого руна, камергер и член Государственного совета.

## Биография
До восшествия на престол Антон Флориан служил в императорском казначействе, с 1689 года являлся членом Государственного совета, исполнял функции посла в Ватикане, при дворе Папы Римского. В период с 1683 по 1695 год отвечал за образование эрцгерцога Карла. Орден Золотого Руна получил в 1697 году.
В период с 1703 по 1711 год, во время Войны за испанское наследство Антон Флориан служил главным казначеем и премьер министром при дворе эрцгерцога Карла, ставшего впоследствии императором Карлом VI. За свои заслуги Антон Флориан получил титул испанского гранда.
После окончания войны Антон Флориан вернулся в Вену. Он возглавлял правительство, казначейство и Государственный совет.
В 1719 году указом императора Карла VI владение Шелленберг и графство Вадуц были объединены в княжество Лихтенштейн, первым князем которого и стал Антон Флориан.

## Семья
Антон Флориан фон унд цу Лихтенштейн являлся сыном Хартманна фон унд цу Лихтенштейн и Сидонии цу Зальм-Райффершайдт. Он был женат на графине Элеоноре Барбаре фон Тун унд Гогенштейн (нем. Eleonore Barbara, Countess of Thun-Hohenstein). В этом браке родилось 11 детей, но большинство из них умерло в младенчестве.
Дети:
- Франц Августин (1680–1681)
- Элеонора (1681–1682)
- Антония (1683–1715)
- Карл Йозеф (1684–1685)
- Леопольд Иоганн (1685–1687)
- Дочь (1687-1687)
- Антон Игнат (1689–1690)
- Князь Иосиф Иоганн Адам (нем. Joseph Johann Adam, Prince of Liechtenstein, 1690—1732), был женат 4 раза
- Антония Мария Элеонора (нем. Antonia Maria Eleonore, 1683—1715), муж - Граф Иоганн Адам фон Ламберг (1677–1708);  муж - Граф Эрготт Максимилиан фон Кюфштейн (1676–1728)
- Иннокентий (1693–1707)
- Мария Анна Каролина (нем. Maria Karoline Anna, 1694—1735) муж Граф Франц Вильгельм цу Зальм-Райффершайдт (1672–1734)
- Сын (*/† 1695)
- Франц Иосиф (1697–1699)
- Анна Мария Антония (нем. Anna Maria Antonie, 1699—1753) муж Граф Иоганн Эрнст фон Тун (1694–1717);  муж  принц Лихтенштейна Йозеф Венцель I (1696–1772).
- Мария Анна Элеонора (*/† 1700)
- Элеонора Мария (нем. Eleonore Maria, (1703—1757), жена Фридриха Августа Гарраха (1696–1749)